# Asphyx
Az Asphyx egy holland death és doom metal zenekar, amely 1987-ben alakult Overijssel-ben.

## Korai idők

### Az első demós korszak
Hollandia egyik legrégebbi metal és azon belül death metal zenekarainak egyike, valamikor 1987-ben alakult a 30 ezres lakosú Oldenzaalban, Overijssel tartományban. Kezdetben ismertebb más zenekarok dalait játszották, mint a Nocturnal Feart a Celtic Frosttól, vagy a Necrolustot a Mayhemtől. A zenekart Bob Bagchus dobos és Tonny Brookhuis gitáros alapította. A zenekarra a következő együttesek gyakoroltak hatást: Celtic Frost, Messiah, Death, Slaughter, Necrophagist, Hellhammer, Venom. Hamarosan kezdett kibontakozni az az Asphyxre jellemző death/doom stílus a sok thrash-es elem mellett.
Első próbálkozásuk az instrumentális Carnage Remains próbatermi felvétel volt. Egy évvel később egy Chuck Colli nevezetű basszusgitáros/énekest vettek be a csapatba, akivel a Enter the Domain című demót rögzítették. A gyenge hangzás ellenére jó visszhangra lelt a death metal underground világában.

### A második demós korszak
1989-ben Chuck-ot Theo Loomans váltotta fel, aki az éneklés mellett basszusgitározott is. Ebben az időben került az együttesbe Erik Daniles gitáros is. Ez a felállás rögzítette a Crush the Cenotaph demót. Egy 8 számból álló felvételről van szó, mely világszerte 5000 példányban kelt el. A death metal világában maradandó és meghatározó kiadványt tettek le az asztalra.
A Mutilating Process egy 7-inch-es kiadvány, mely 1000 példányban jelent meg, mely mára a gyűjtők keresett cikke lett. Időközben az zenekar Belgiumban adott koncerteket a thrash Invocator-al, Németországban pedig a Pungent Stench death metal együttessel.

## Az első album
1990 tavaszán Tonny Brookhuis kilépett az együttesből. A Theo Loomans, Bob Bagchus és Eric Daniels trió ugyanezen év nyarán rögzítette az Embrace the Death lemezt. A cég, melynél a felvételek készültek, több problémával is küzdött és a zenekar kénytelen volt gyorsan elhagyni a stúdiót. A felvételek egy Maxell kazettán voltak meg, eredeti, keveretlen állapotban.
Miután Martin van Drunen távozott a Pestilence soraiból, bevették a zenekarba. Ugyanakkor meg is váltak mindenféle probléma miatt Theo Loomanstól. A felállás a következőképpen nézett ki:
- Martin van Drunen - ének/basszusgitár
- Eric Daniels - gitár
- Bob Bagchus - dob

Az Asphyx ezzel a felállással rögzítette a klasszikus debütalbumát, a The Rack-et. 8 dal került rögzítésre és csupán 1500 dollárba került a felvétel. Az album kiadása után olyan zenekarokkal járták Európa országait, mint az Entombed, Bolt Thrower vagy a Benediction.

## A problémás évek
A turné után a zenekar felvette a második albumát, melynek címe Last One on Earth. A zenekar háza táján újra elkezdődtek a gondok. Martin van Drunen kilépett a zenekarból. Új énekes került a csapatba, Ron van Pol. 1993-ban Bob Bagchus is elhagyta a zenekart, így az együttesben két tag maradt, Eric Daniels és Ron van Pol. Felvették az Asphyx-ot, ám a zenekar megszűnni látszott.
Bob Bagchus és Theo Loomans 1995-ben újraszervezték a zenekart és kiadták a God Cries albumot. Ez az újraszerveződés nagyon rövidre sikeredett, hisz a zenekari szellemre hivatkozva 1996-ban fel is oszlottak.

## Soulburn és a következő évek
1997-ben Eric és Bob életre hívtak egy Soulburn nevű zenekart. Wannes Gubbels-szel megerősödve, aki az énekért és a basszustémákért volt a felelős, egy ízig-vérig Asphyx zenét rejtő albumot adtak ki Feeding on Angels címen. 
1999-ben a Soulburn Asphyx-á formálódott. A felállás a következő képen nézett ki:
- Wannes Gubbels - ének/basszusgitár
- Eric Daniels - gitár
- Bob Bagchus - dob

Ez a felállás rögzítette az On the Wings of Inferno albumot. A szaksajtó és rajongók örömmel fogadták.
A 2000-es év vége fele újra feloszlott a zenekar.

## A visszatérés
2007-ben az Asphyx újraalakult és fellépett a németországi PARTY.SAN O.A fesztiválon. Többezres tömeg nézte a showt. A zenekar a következő felállásal lépett színpadra: Martin van Drunen (ének), Wannes Gubbels (ének/basszusgitár), Paul Baayens (gitár) és Bob Bagchus (dob). A fesztivált több fellépés is követte: Arnhem Metal Meeting (Hollandia), Hole In The Sky Festival (Norvégia), Rock Hard Festival (Németország). 2009-ben pedig: Maryland Deathfest (US), Deathfeast (D), With Full Force Festival (D).

## Diszkográfia

### Demók
1. 1988: Carnage Remains
2. 1988: Enter the Domain
3. 1989: Crush the Cenotaph
4. 1989: Mutilating Process
5. 1991: In the Eyes of Death (közös kiadvány a következő zenekarokkal: Grave, Loublast, Tiamat, Unleashed)
6. 1991: Promo '91

### Stúdióalbumok
1. 1991: The Rack
2. 1992: Last One on Earth
3. 1994: Asphyx
4. 1996: Embrace the Death
5. 1996: God Cries
6. 2000: On the Wings of Inferno
7. 2009: Death... The Brutal Way
8. 2012: Deathhammer
9. 2016: Incoming Death
10. 2021: Necroceros[3]

### Kislemezek
1. 1992: Crush the Cenotaph (E.P.)
2. 2009: Death the Brutal Way (Single)

### Válogatások
1. 2009: Depths of Eternity